# 雨の音が聞こえる
「雨の音が聞こえる」（あめのおとがきこえる）は、太田裕美の楽曲。1984年11月21日に3曲収録の12インチシングルとして発売された。

## 解説
「雨の音が聞こえる」のイントロには「木綿のハンカチーフ」の一部が使われている。
当初は作詞を松本隆に依頼したが断られたため、山元みき子（銀色夏生）が担当することとなった。
「雨の音が聞こえる」は、『GOLDEN☆BEST 太田裕美 コンプリート・シングル・コレクション』にも収録されている。

## 収録曲
1. 雨の音が聞こえる
  - 作詞：山元みき子／作曲:筒美京平／編曲:板倉文、BaNaNa
2. 夢からさめても
  - 作詞：山元みき子／作曲：太田裕美／編曲：板倉文、BaNaNa
3. ひとりごとブランコ
  - 作詞：山元みき子／作曲・編曲：太田裕美